# U-Bahnhof Essen Hauptbahnhof
Der U-Bahnhof Essen Hauptbahnhof ist ein U-Bahnhof in Essen. Er befindet sich in Tunnellage unter dem Platz Freiheit sowie dem Ruhrschnellweg-Tunnel und liegt südlich vom Hauptbahnhof Essen. Der U-Bahnhof gehört zum Fahrplanbereich 1 des Verkehrsverbundes Rhein-Ruhr (VRR) und wird von Straßenbahn- und Stadtbahnzügen der Ruhrbahn bedient.

## Geschichte
Rund zehn Jahre vor der Eröffnung des U-Bahnhofs Essen Hauptbahnhof wurde am 5. Oktober 1967 mit dem U-Bahnhof Saalbau (heute Philharmonie) die erste Tunnelstation in Nordrhein-Westfalen eröffnet, wobei die Tunnelstrecke zunächst nur 552 Meter lang war.
Am 28. Mai 1977 wurde mit dem U-Bahnhof Essen Hauptbahnhof die erste knapp acht Kilometer lange U-Bahn-Strecke in Essen eingeweiht. Sie führte von den neuen U-Bahnhöfen Wiener Platz (seit 1985 Hirschlandplatz), Essen Hauptbahnhof und Bismarckplatz (offizieller Halt ab 27. November 1981) weiter über die Rampe zu den an der Oberfläche befindlichen Haltestellen Savignystraße, Hobeisenbrücke, Breslauer Straße, Wickenburgstraße weiter nach Mülheim an der Ruhr. Gleichzeitig wurde der U-Bahnhof Saalbau (heute Philharmonie) zunächst mit der meterspurigen Straßenbahnlinie 111 (bis zur Einführung des VRR am 1. Januar 1980 Linie 11) zur Grugahalle angebunden. Am 31. Mai 1986 löste nach dem Umbau der Strecke auf Regelspur die U-Stadtbahn-Linie U11 die Straßenbahnlinie 111 ab. Mit Eröffnung der U-Bahn wurde am 28. Mai 1977 auch die meterspurige Straßenbahnverbindung im Tunnel zum U-Bahnhof Porscheplatz (heute: Rathaus Essen) aufgenommen.
Am 27. November 1981 ging die regelspurige Linie U17 zur Margarethenhöhe in Betrieb.

## Lage
Der Bahnhof ersetzt die bis 1977 vorhandenen oberirdischen Straßenbahnhaltestellen Hauptbahnhof (an der Nordseite des Hauptbahnhofs vor dem Hotel Handelshof gelegen) und Freiheit (südlich der Bahnhofsunterführung auf dem Bereich des heutigen Kreisverkehrs). Die beiden U-Bahnsteige mit den vier Gleisen liegen südlich des Hauptbahnhofes in der −2-Ebene unter der Erdoberfläche in Nord-Süd-Richtung. Direkt darüber verläuft in Ost-West-Richtung der Straßentunnel des Ruhrschnellwegs. Der U-Bahnhof hat Nord- und Südausgänge. Die Nordausgänge führen in die −1-Ebene mit Ruhrbahn-Kundencenter und Einzelhandelsgeschäften. Von hier gelangt man an die Oberfläche zum Südeingang des Hauptbahnhofes mit Zugang zu mehr als zwanzig an der Oberfläche verlaufenden Buslinien, die als Schnellbus-, Nachtexpress- und reguläre Buslinien verkehren.
In der −1-Ebene führt eine Passage zur Nordseite des Hauptbahnhofes, wo es ebenfalls Geschäfte sowie mehrere Ausgänge an die Oberfläche zur Innenstadt gibt. Die Passage bestand ursprünglich aus einem Doppeltunnel auf den Tunnelröhren unter der Eisenbahnunterführung, der etwa 200 Meter lang war. Aus der Innenstadt musste daher vom Abgang am Ende der Kettwiger Straße ein knapp 300 Meter langer unterirdischer Fußweg zurückgelegt werden, um den ersten U-Bahn-Zugang zum Bahnsteig zu erreichen. Diese von Fahrgästen als monoton empfundene Passage ist im Jahr 2010 mit einer LED-Lichtwand modernisiert worden.

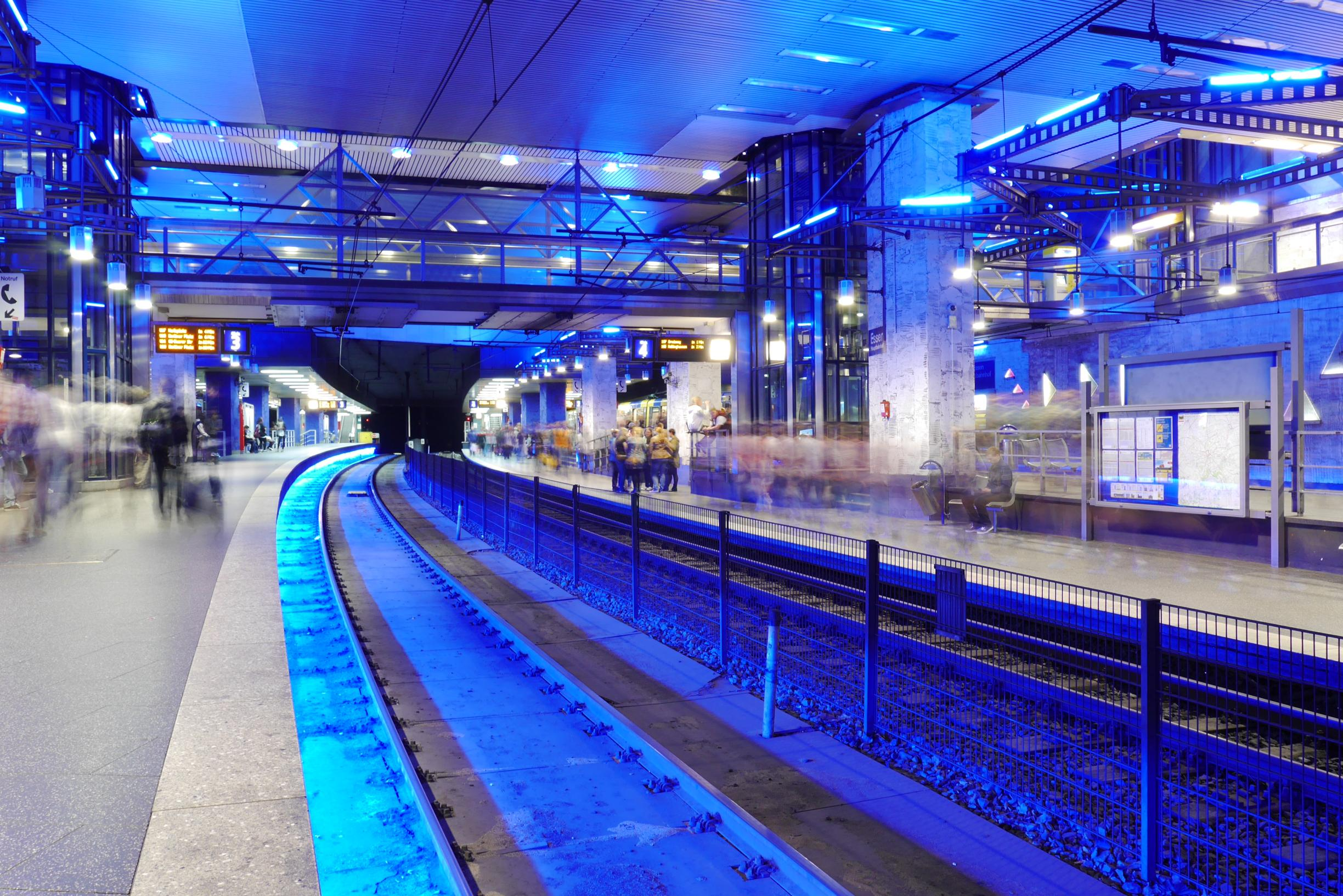
Die beiden mittleren Gleise, links das Regelspurgleis 3 Richtung Norden, rechts das Meterspurgleis 4 Richtung Süden

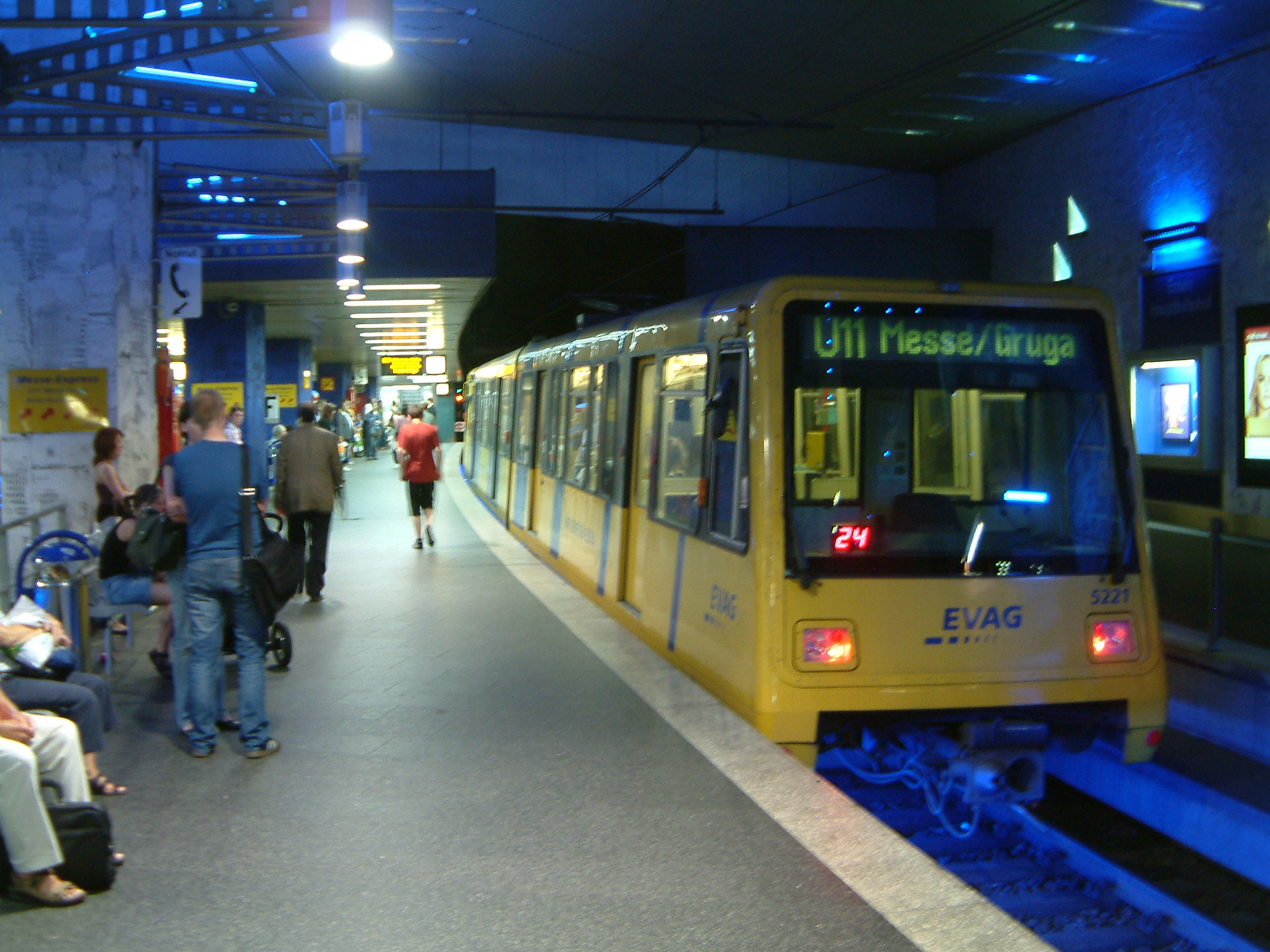
Hochflur-Bahnsteig für die Stadtbahn

## Bahnhofsanlage und Verkehr
Der U-Bahnhof Essen Hauptbahnhof ist viergleisig mit zwei Mittelbahnsteigen angelegt, die im Richtungsbetrieb bedient werden. Es verkehren Straßenbahnwagen auf Meterspur an niederflurigen Bahnsteigen und Stadtbahnwagen auf Normalspur an hochflurigen Bahnsteigen. Die Bahnsteighöhe der U-Stadtbahn-Gleise ist für die hier verkehrenden Stadtbahnwagen Typ B auf 80 cm angelegt, und damit 45 cm höher als die bei der meterspurigen Straßenbahn. Die Länge der Bahnsteige beträgt knapp 110 Meter, obwohl für einen Langzug aus drei Stadtbahnwagen Typ B nur 90 Meter notwendig wären. Die Planungen berücksichtigten den Einsatz der (nie realisierten) Stadtbahnwagen Typ A.
Das östliche, meterspurige Gleis 1 dient den Straßenbahnlinien 101, 103, 105, 106, 107 und 108 aus südlicher Richtung kommend und zur Station Rathaus Essen führend. Westlich folgt das regelspurige Gleis 3 für die U-Stadtbahn-Linien U11, U17 und U18 ebenfalls von Süden kommend und zum U-Bahnhof Berliner Platz führend. Der Mittelbahnsteig zwischen diesen beiden Gleisen ist U-Bahn-seitig 45 cm höher und durch Stufen und barrierefreie Rampen mit dem niedrigen Straßenbahnbahnsteig verbunden. Entsprechend verhält es sich mit dem westlichen Mittelbahnsteig zwischen den Gleisen 4 und 2. Das Gleis 4 bildet die Gegenrichtung des Straßenbahngleises 1 und das westlichste Gleis 2 die Gegenrichtung des U-Bahn-Gleises 3. Beide Mittelbahnsteige besitzen Nord- und Südausgänge über Treppen, Rolltreppen und barrierefrei über Aufzüge. Derzeit verkehren alle U-Stadtbahn- und Straßenbahnlinien montags bis freitags tagsüber im 10-Minuten-Takt und samstags und sonntags tagsüber im 15-Minuten-Takt.
Südlich des U-Bahnhofes werden die nach Süden verlaufenden Gleise der U-Stadtbahn und der Straßenbahn pro Richtung zusammengeführt, so dass sie nach Rüttenscheid verlaufend in ein Dreischienengleis für Meter- und Normalspur münden. Die auf den folgenden U-Bahnhöfen durchweg hohe Bahnsteighöhe der Linie U11 muss daher durch Straßenbahnzüge mit Klapptrittstufen ausgeglichen werden. Das bedeutet, dass hier keine modernen Niederflurfahrzeuge eingesetzt werden können. Grund ist, dass es ursprünglich Planungen gab, den gesamten U-Bahn-Verkehr auf Normalspur durchzuführen, was aber bereits recht früh verworfen wurde. Das Regelspurgleis der U17 und U18 in Richtung Bismarckplatz kreuzt das Meterspurgleis Richtung Philharmonie. Hierfür musste wegen der Straßenbahnwagen mit schmalen Radreifen mit der Kreuzung 94 eine Mischspurkreuzung zwischen Regel- und Meterspur mit beweglichen Herzstück- und Doppelherzstückspitzen eingebaut werden, die seit 1977 in Betrieb war. Nachdem keine Wagen mit schmalen Radreifen mehr eingesetzt wurden, konnte diese Kreuzung durch eine mit starren Herzstücken und angepassten Leit- und Rillenweiten ersetzt werden.

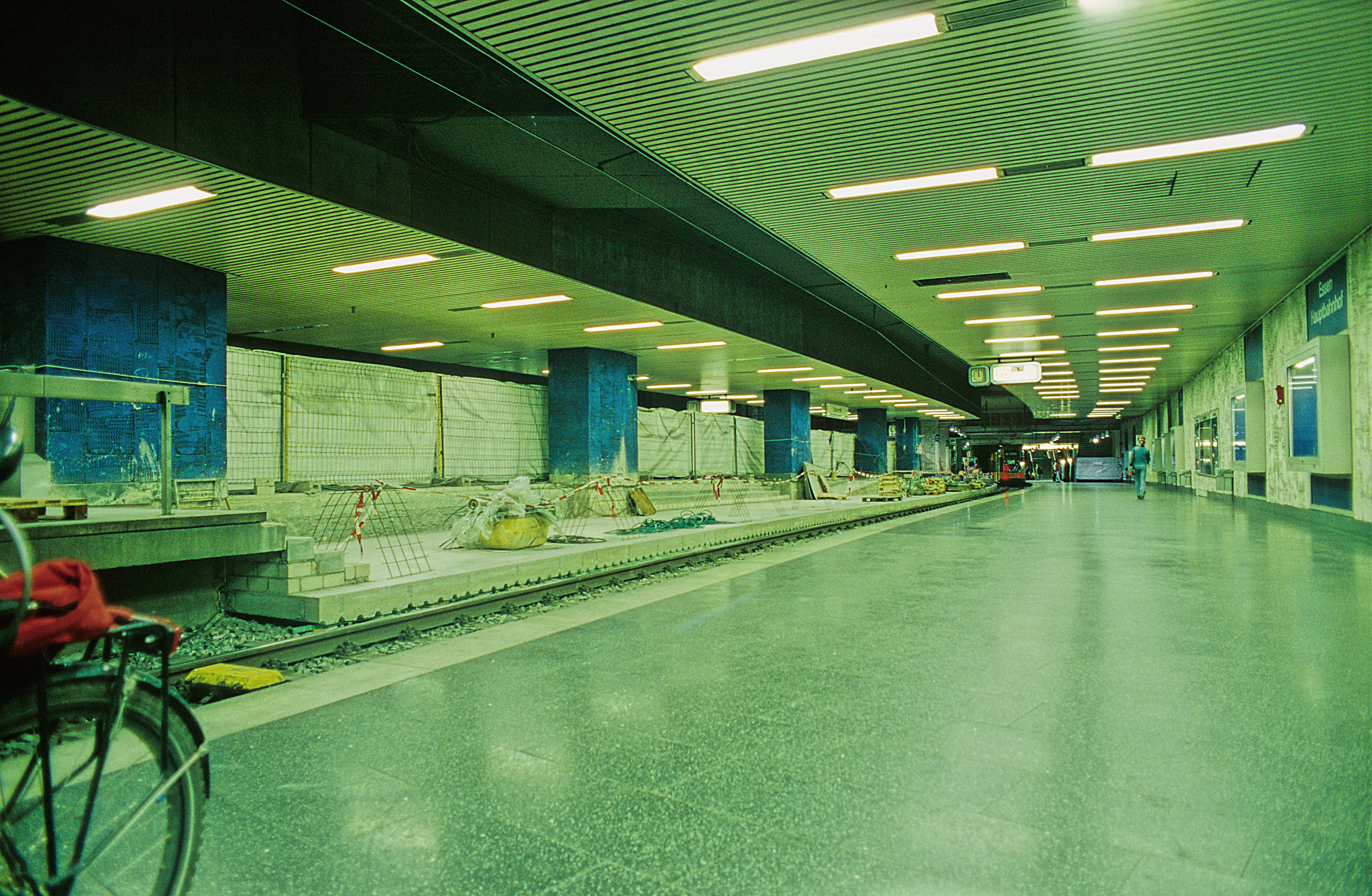
Bahnsteigumbau am Gleis 1, Juli 2002

Am östlichen und westlichen Rand des U-Bahnhofes verlaufen bahnsteigähnlich ausgeführte, reine Fußgängerdurchgänge in Nord-Süd-Richtung. Diese Plattformen sollten als Bahnsteige den schnelleren Ausstieg der Fahrgäste ermöglichen (sogenannte Spanische Lösung), was derzeit in Deutschland nur bei der Münchener S-Bahn an den Bahnhöfen Marienplatz, Karlsplatz und Hauptbahnhof praktiziert wird. Zwischenzeitlich war seit 1977 der östliche Bahnsteig zum Fahrgastwechsel in Betrieb, da hier die nach Norden fahrenden Einrichtungszüge der Straßenbahn verkehrten. Zusätzlich war auch bei den Meterspurgleisen bereits umspurbares Oberbaumaterial in Form von längeren Holzschwellen mit zusätzlichen Rippenplatten verwendet worden. Der Bahnsteig der Gleise 1 und 3 war auf seiner Gesamtbreite auf den regelspurigen Stadtbahnbetrieb ausgelegt. Nachdem die Umspurpläne in den Neunzigern stark reduziert wurden, klar war, dass der Meterspurbetrieb bestehen bleiben würde und auch Meterspurwagen in Zweirichtungsausführung beschafft worden waren, konnten die Umsteigeverhältnisse mit dem Umbau 2001 und 2002 durch die Anpassung des Inselbahnsteiges deutlich verbessert werden. Mit der Anpassung erhielten die beiden Inselbahnsteige gleichzeitig Aufzüge, damit wurde die gesamte Anlage barrierefrei erreichbar.
Beide Seitenbahnsteige sind heute durch Geländer vom jeweiligen Gleis getrennt, so dass hier keine Zu- oder Ausstiegsmöglichkeit mehr besteht.
Ursprünglich war der Bahnhof mit weißen, großformatigen Keramikfliesen verkleidet und hell beleuchtet, was ihm nach Wunsch der Architekten einen großzügigen und der Funktion angemessenen Charakter verlieh. Durch Bauschäden mussten diese Fliesen schließlich Ende der 1990er Jahre abgenommen werden und wurden aus Kostengründen nicht ersetzt, so dass jetzt der Beton der Säulen und Wände sichtbar ist. Dieses Erscheinungsbild sollte durch die jetzige, blaue Beleuchtung aufgewertet werden.
| Linie   | Linienverlauf | Takt (Mo–Fr) |
| ------- | --- | --- |
| U 11    | GE-Horst, Buerer Straße – Schloss Horst – GE-Horst, Fischerstraße – E-Karnap, Alte Landstraße – Boyer Straße – E-Karnap, Arenbergstraße – E-Altenessen, Heßlerstraße – II. Schichtstraße – U Karlsplatz – U Altenessen Mitte – U Kaiser-Wilhelm-Park – U Altenessen Bf – U Bäuminghausstraße – U Bamlerstraße – U Universität Essen – U Berliner Platz – U Hirschlandplatz – U Essen Hbf – U Philharmonie – U Rüttenscheider Stern – U Martinstraße – U Messe Ost/Gruga – Essen, Messe West/Süd/Gruga | 10 min |
| U 17    | E-Altenessen, U Karlsplatz – U Altenessen Mitte – U Kaiser-Wilhelm-Park – U Altenessen Bf – U Bäuminghausstraße – U Bamlerstraße – U Universität Essen – U Berliner Platz – U Hirschlandplatz – U Essen Hbf – U Bismarckplatz – U Planckstraße – Gemarkenplatz – Holsterhauser Platz (Klinikum) – Halbe Höhe – Laubenweg – E-Margarethenhöhe | 10 min |
| U 18    | Essen, U Berliner Platz – U Hirschlandplatz – U Essen Hbf – U Bismarckplatz – Savignystraße/ETEC – Hobeisenbrücke – E-Frohnhausen, Wickenburgstraße – Mülheim (Ruhr), Rhein-Ruhr-Zentrum – Rosendeller Straße – U Eichbaum – U Heißen Kirche – U Mühlenfeld – U Christianstraße – U Gracht – U Von-Bock-Straße – U Mülheim (Ruhr) Hbf | 10 min |
| 101 106 | Borbeck Germaniaplatz – Bergeborbeck Leimgartsfeld – Bergeborbeck Bf – Helenenstraße – U Berliner Platz – U Rheinischer Platz – U Rathaus Essen – U Essen Hbf – Rüttenscheider Stern – Holsterhauser Platz – Hobeisenbrücke – Alfred-Krupp-Schule – Essen West – Helenenstraße Die Linie 101 verkehrt Borbeck → Helenenstraße → Hauptbahnhof → Rüttenscheid → Helenenstraße Die Linie 106 verkehrt Helenenstraße → Rüttenscheid → Hauptbahnhof → Helenenstraße → Borbeck                              | 10 min |
| 103     | Dellwig Wertstraße – Essen-Dellwig Bf – Gerschede – Borbeck Germaniaplatz – Borbeck Bf – Schloss Borbeck – Borbeck Süd Bf – Helenenstraße – U Berliner Platz – U Rheinischer Platz – U Rathaus Essen – U Essen Hbf | 10 min (nur abends) |
| 105     | Naturlinie 105: Frintrop Unterstraße (Stadtgrenze Oberhausen) – Bedingrade – Abzweig Aktienstraße – Borbeck Süd Bf – Helenenstraße – U Berliner Platz – U Rheinischer Platz – U Rathaus Essen – U Essen Hbf – Essen Süd – Bergerhausen – Rellinghausen Finefraustraße | 10 min |
| 107     | Kulturlinie 107: U Gelsenkirchen Hbf – U Heinrich-König-Platz – Gelsenkirchen Musiktheater – Gelsenkirchen-Feldmark – Essen-Katernberg – Zollverein Nord Bf – Abzw. Katernberg – Zollverein – Stoppenberg – U Viehofer Platz – U Rathaus Essen – U Essen Hbf (– U Philharmonie – U Rüttenscheider Stern – Rüttenscheid U Martinstraße – U Florastraße – Bredeney) nach Bredeney nur in der HVZ, diese Fahrten enden/beginnen am Abzweig Katernberg                                                    | 20 min (Gelsenkirchen–Hanielstr.) 10 min (Hanielstr.–Essen Hbf) 4/6 min (Abzw. Katernb.–Essen Hbf zur HVZ) 10 min (Essen Hbf–Bredeney zur HVZ) |
| 108     | Altenessen Bf – Höltestraße – Seumannstraße – Katzenbruchstraße – Am Freistein – U Viehofer Platz – U Rathaus Essen – U Essen Hbf – U Philharmonie – U Rüttenscheider Stern – Rüttenscheid U Martinstraße – U Florastraße – Alfredusbad – Kruppallee – Frankenstraße – Bredeney | 10 min |

An der Oberfläche kann am Busbahnhof des Hauptbahnhofes in mehr als 20 Buslinien umgestiegen werden. Die Busse verkehren auf Stadtbus-, Schnellbus- oder Nachtexpress-Linien.

## Weiterführende Informationen